# Sabulodes muscistrigata
Sabulodes muscistrigata là một loài bướm đêm trong họ Geometridae.